# Guernanville
Guernanville ist eine Ortschaft und eine Commune déléguée in der französischen Gemeinde Le Lesme mit 104 Einwohnern (Stand: 1. Januar 2019) im Département Eure in der Region Normandie. 
Mit Wirkung vom 1. Januar 2016 wurden die früheren Gemeinden Guernanville und Sainte-Marguerite-de-l’Autel zu einer Commune nouvelle mit dem Namen Le Lesme zusammengelegt. Zeitgleich erfolgte die Verlegung in das Arrondissement Bernay. Die Gemeinde Guernanville gehörte zum Arrondissement Évreux, zum Kanton Breteuil und zum Kommunalverband Normandie Sud Eure. 

## Geografie
Guernanville liegt etwa 30 Kilometer westsüdwestlich von Évreux.

## Bevölkerungsentwicklung
| 1962                       | 1968 | 1975 | 1982 | 1990 | 1999 | 2006 | 2013 |
| -------------------------- | ---- | ---- | ---- | ---- | ---- | ---- | ---- |
| 71                         | 74   | 70   | 66   | 89   | 85   | 90   | 98   |
| Quellen: Cassini und INSEE |      |      |      |      |      |      |      |